# The End (film, 2012)
Pour les articles homonymes, voir The End.
Pour plus de détails, voir Fiche technique et Distribution.
The End (Fin) est un thriller espagnol réalisé par Jorge Torregrossa, sorti en 2012.
Il a obtenu le prix spécial du jury au festival international du film fantastique de Gérardmer 2013.

## Synopsis
Lors d'un séjour dans un chalet, dans une région montagneuse en Espagne, un groupe d'amis aperçoit en pleine nuit une étrange lumière traverser le ciel. Très vite, il constate que plus rien ne marche : les téléphones portables sont éteints, l’électricité coupée, les batteries de voitures à plat.

## Fiche technique
- Titre original : Fin
- Titre international : The End
- Réalisation : Jorge Torregrossa
- Scénario : Sergio G. Sánchez et Jorge Guerricaechevarría, d'après le roman Fin de David Monteagudo
- Direction artistique : Isabel Viñuales
- Costumes : Manuel Bonillo et Irene Orts
- Photographie : José David Montero
- Montage : Carolina Martínez Urbina
- Musique : Lucio Godoy
- Production : Belén Atienza, Fernando Bovaira, Mercedes Gamero, Mikel Lejarza et Enrique López Lavigne
- Sociétés de production : Antena 3, Canal+ 1, IVAC et laSexta
- Société de distribution :
- Budget : 5 000 000 d'euros[2]
- Pays d'origine : Espagne
- Langue originale : espagnol
- Format : couleur - 2.35 : 1 - 35 mm - Dolby Digital
- Genre : thriller
- Durée : 90 minutes
- Dates de sortie :
  -  Canada : 8 septembre 2012 (Festival international du film de Toronto)
  -  Espagne : 2 novembre 2012 (Festival du film européen de Séville)
  -  Espagne : 23 novembre 2012
  -  France : 13 mai 2013 (DVD)

## Distribution
- Miquel Fernández : Sergio
- Antonio Garrido (VF : Gabriel Le Doze) : Rafa
- Daniel Grao (VF : Axel Kiener) : Félix
- Clara Lago (VF : Caroline Pascal) : Eva
- Eugenio Mira (en) : Ángel, le voyeur
- Blanca Romero : Cova
- Carmen Ruiz : Sara
- Andrés Velencoso : Hugo
- Maribel Verdú (VF : Hélène Bizot) : Maribel

## Production

### Développement
Sergio G. Sánchez et Jorge Guerricaechevarría ont élaboré le scénario d'après le roman de David Monteagudo, publié en 2009 par l'éditeur Acantilado.

### Tournage
Le tournage, ayant lieu pendant deux mois en Espagne,, débute en septembre 2011 dans la communauté de Madrid, avant de se déplacer dans la communauté valencienne en octobre 2011, précisément à Peñíscola, au parc naturel de la Tinença, à Bellestar, à la Pobla de Benifassà et au Maestrat.

## Distinctions

### Récompenses
- Festival international du film fantastique de Gérardmer 2013 : prix spécial du jury[1]

### Nominations
- Cinema Writers Circle Awards 2013 : meilleur scénario adapté[7]
- Goyas 2013 : meilleur scénario adapté[8]